# Ecnomus thamyris
Ecnomus thamyris is een schietmot uit de familie Ecnomidae. De soort komt voor in het Oriëntaals gebied.